# Аспідела
Аспідела (Aspidella terranovica) — перша відома викопна тварина едіакарського віку. Знайдена 1868 року в Ньюфаундленді.